# 194
Правління Луція Севера в Римській імперії. Громадянська війна.
У Китаї править династія Хань, в Індії — Кушанська імперія.

## Події
- Септімій Север отримує перемогу над Песценнієм Нігером у битві при Іссусі на Сицилії.
- Песценній Нігер утікає в Антіохію, але там його страчують.
- Війська Септімія Севера беруть в облогу Візантій.
- Гален написав трактат про патологію.
- Іреней Ліонський оголошує гностицизм єрессю.

## Народились
Див. також Категорія:Народились 194

## Померли
Див. також Категорія:Померли 194
- Песценній Нігер, узурпатор.